# Grendel (Roman)
Grendel ist ein 1971 erschienenes Buch von John Gardner.  Es ist eine Erzählung des alten epischen Gedichtes Beowulf aus der Perspektive des Antagonisten, Grendel.  Das Buch handelt vom Suchen nach Sinn in der Welt, sowie Literatur und Mythologie, und der Natur von Gut und Böse.
Grendel ist eines von Gardners bekanntesten und am meisten gelobten Büchern. Diverse Ausgaben des Buches enthalten abstrakte Holzschnitt-Bilder von Grendels Kopf, von Emil Antonucci. Zehn Jahre nach seiner Publikation wurde 1981 das Buch in einem Animationsfilm verfilmt: Grendel Grendel Grendel.

## Hintergrund
Die Grundzüge der Handlung stammen direkt aus dem Beowulf, einem heroischen Gedicht unbekannten Autors, welches in altenglischer Sprache verfasst und als Manuskript aus dem Jahre AD 1000 überliefert worden ist. Das Gedicht handelt von den Kämpfen Beowulfs, welcher gegen drei Bösewichte zu kämpfen hat: Grendel, Grendels Mutter und einen Drachen. Gardners Buch hingegen zeigt die Geschichte aus der existentiellen Sicht von Grendel, beginnend mit der Geschichte des Charakters vor Beowulfs Erscheinen. Beowulf selber spielt eine relativ kleine Rolle in dem Buch: Obwohl er der einzige menschliche Held ist, welcher es mit Grendel aufnehmen kann, wird er im Buch nie direkt mit Namen benannt. Das Buch behandelt keines der Ereignisse, welche nach Grendels Tod geschehen sind.
Gardner selbst erklärte, dass sein Grendel-Charakter Jean-Paul Sartre nachempfunden ist, mit dem Gardner behauptete, eine Hassliebe zu haben: „Er ist intellektuell, bildlich und moralisch ein Horror, aber er ist ein wunderbarer Schriftsteller und alles, was er sagt, dass Sie glauben.Zumindest für den Moment, weil er es so sagt ... Was in Grendel passiert ist, war, dass ich auf die Idee gekommen bin, das Beowulf-Monster als Jean-Paul Sartre zu präsentieren, und alles, was Grendel Sartre in der einen oder anderen Stimmung sagt, hat gesagt“.

## Handlung
In der Eröffnungsszene kämpft Grendel kurz mit einem Widder und fragt spöttisch den Himmel, warum Tieren Sinn und Würde fehlen; Der Himmel antwortet nicht, was seiner Frustration beiträgt. Danach geht Grendel durch seine Höhle und trifft auf seine stumme Mutter Er erinnert sich an seine Kindheit, als er die Höhlen erkundete, die von ihm, seiner Mutter und anderen Kreaturen bewohnt war.
Eines Tages kommt er an einem mit Feuerschlangen gefüllten Ort. Beim Verlassen wird er eingeklemmt und in einem Baum gefangen. Hilflos schläft er schließlich ein und ist bei Erwachen von Menschen umgeben. Obwohl Grendel die Menschen verstehen kann, können sie ihn nicht verstehen und sie werden ängstlich, was zu einem Kampf zwischen Grendel und den dänischen Kriegern, einschließlich Hrothgar, führt. Grendel wird durch das Erscheinen seiner Mutter vor dem Tod gerettet.
Eines Tages erscheint ein blinder Dichter vor den Türen des Reiches Hart, den Grendel „den Gestalter“ nennt. Er erzählt die Geschichte des alten Kriegers Scyld Shefing, dessen Mythos Grendel begeistert. Als Grendel in seine Höhle zurückkehrt, versucht er mit seiner Mutter zu kommunizieren. Er ist verzweifelt und fällt durch das Meer. Er befindet sich in einer riesigen Höhle voller Reichtümer eines Drachen. Der allwissende Drache offenbart Grendel, dass die Kraft des Gestalters einfach die Fähigkeit ist, die Logik des Menschen real erscheinen zu lassen, obwohl seine Überlieferung keine sachliche Grundlage besitzt. Der Drache und Grendel sind sich nicht über die Aussagen des Drachen einig, dass Existenz eine Kettenreaktion von Unfällen ist, und Grendel verlässt die Höhle in einem gemischten Zustand von Verwirrung, Wut und Verleugnung.
Als Grendel wieder dem Dichter zuhört, wird er von Wachposten entdeckt, die versuchen, ihn erneut abzuwehren, aber er entdeckt, dass der Drache ihn verzaubert und ihn unverwundbar gemacht hatte. Indessen er seine Macht erkennt, greift er Hart an und betrachtet seine Angriffe als einen ewigen Kampf. Grendel wird von einem Dänen namens Unferth herausgefordert, auf den er spöttisch reagiert. Grendel erwacht einige Tage später und stellt fest, dass Unferth ihm in einem Akt heldenhafter Verzweiflung in seine Höhle gefolgt ist. Er verspottet Unferth weiterhin, bis der Däne vor Erschöpfung ohnmächtig wird. Grendel bringt ihn daraufhin zurück nach Hart.
Im zweiten Kriegsjahr stellt Grendel fest, dass seine Überfälle die Wertschätzung von Hrothgar verloren und es einem rivalisierenden Adligen namens Hygmod ermöglicht haben, Macht zu erlangen. Hrothgar stellt deshalb eine Armee zusammen, um Hygmod und sein Volk, die Helmings, anzugreifen. Um einen Kampf zu vermeiden, bietet Hygmod seine Schwester Wealtheow Hrothgar als Pfand und Ehefrau für Hrothgar an. Grendel ist zunächst von Wealtheows Schönheit angetan, doch bemerkt er bald, wie sie den Prophezeiungen des Drachens bedroht und plant sie zu töten. Als er sie gefangen nimmt, erkennt er, dass Töten und Nicht-Töten gleichermaßen bedeutungslos sind, und zieht sich zurück, da er weiß, dass er die Logik von Menschlichkeit und Religion erneut durcheinander gebracht hat, indem er Wealtheow nicht getötet hat.
Grendel beobachtet eine religiöse Zeremonie und wird von einem alten Priester namens Ork angesprochen, der Grendel sei ihre Hauptgottheit hält. Er flieht jedoch, überwältigt von einer vagen Angst. Als Grendels Mutter in seine Höhle zurückkehrt, scheint sie aufgeregt zu sein. Sie schafft es, ein ungewöhnliches unverständliches Wort hervorzubringen und Grendel erfährt durch sie vom Tod des Gestalters.
Grendel entdeckt, dass fünfzehn Fremde über das Meer nach Dänemark gekommen sind. Ihr Anführer ist der mächtige Beowulf, den Grendel für verrückt und gefährlich hält. Bei Einbruch der Dunkelheit greift Grendel an. Er packt das Handgelenk eines schlafenden Fremden und stellt fest, dass es sich dabei um Beowulf handelt. Sie ringen wütend miteinander und Beowulf wird dabei zu einer flammenden, drachenähnlichen Figur. Für Grendel scheinen sich nun viele der Prophezeiungen des Draches offenbaren. Grendel wird im Kampf gegen eine Wand geschleudert, aber er dem Monster einen Arm abtrennen, woraufhin es vor Schmerz und Angst fliehen. Grendel stürzt sich in einen Abgrund und stirbt.

## Kritiken
D. Keith Mano lobte das Werk in der New York Times Book Review: „John Gardners Grendel ist selbst ein Mythos: durchdrungen von Offenbarung, mit dunklen Instinkten, mit schwimmenden, aufrührerischen Universalien. Die besondere Tiefe von Gardners Vision oder Visionen wird so gedacht -fruchtbar, dass es sogar die Prosa seines feinen Dichters auf eine zweite Bedeutung bringt“.
Ein anderer Rezensent der Times, Richard Locke, erklärte den Roman für „eine außergewöhnliche Leistung - sehr lustig, originell und geschickt, insgesamt liebenswert, ergreifend, reich an Gedanken und Gefühlen“.
Kirkus Reviews urteilte: „Gardner zeigt seine Beweglichkeit beim Jonglieren metaphysischer Begriffe, während er eine ablenkende Geschichte erzählt.“

## Film-Adaptionen
- Ein australischer Film mit dem Titel Grendel Grendel Grendel basiert auf Gardners Buch.
- Der 2005 erschienene Film Beowulf & Grendel ist durch das Buch inspiriert.